# Ucrania en los Juegos Europeos de Cracovia 2023
Ucrania participó en los Juegos Europeos de Cracovia 2023 con un equipo de 265 deportistas. Responsable del equipo nacional fue el Comité Olímpico Nacional de Ucrania.

## Medallistas
El equipo de Ucrania obtuvo las siguientes medallas:
| Nombre | Deporte               | Competición                        |
| --- | --------------------- | ---------------------------------- |
| Oro |                       |                                    |
| Nataliya Krol | Atletismo             | 800 m F                            |
| Yaroslava Mahuchij | Atletismo             | Salto de altura F                  |
| Maryna Bej-Romanchuk | Atletismo             | Triple salto F                     |
| Olexandr Jyzhniak | Boxeo                 | Medio (80 kg) M                    |
| Dzhoan Bezhura | Esgrima               | Espada individual F                |
| Olha Jarlan | Esgrima               | Sable individual F                 |
| Andri Zaplitny | Karate                | Kumite –75 kg M                    |
| Anzhelika Terliuga | Karate                | Kumite –55 kg F                    |
| Ihor Liubchenko | Muay thai             | –61 kg M                           |
| Olexandr Yefimenko | Muay thai             | –71 kg M                           |
| Oleh Prymachov | Muay thai             | –91 kg M                           |
| Oleh Kujaryk Ihor Trunov | Piragüismo            | K2 500 m M                         |
| Liudmyla Luzan | Piragüismo            | C1 500 m F                         |
| Liudmyla Luzan Valeriya Tereta | Piragüismo            | C2 500 m F                         |
| Viktoriya Us | Piragüismo en eslalon | K1 cross F                         |
| Oleh Kolodi Danylo Konovalov | Saltos                | Trampolín 3 m sincro M             |
| Kiril Boliuj Olexi Sereda | Saltos                | Plataforma 10 m sincro M           |
| Xeniya Bailo Kiril Boliuj | Saltos                | Plataforma 10 m sincro mixto       |
| Xeniya Bailo Hanna Pysmenska Danylo Konovalov Olexi Sereda | Saltos                | Equipo mixto                       |
| Equipo | Tiro                  | Pistola 25 m por equipo F          |
| Pavlo Korostylov Yuliya Korostylova | Tiro                  | Pistola rápida de fuego 25 m mixto |
| Plata |                       |                                    |
| Myjailo Kojan | Atletismo             | Martillo M                         |
| Stefani | Breakdancing          | Individual F                       |
| Equipo | Fútbol playa          | Torneo F                           |
| Anita Seroguina | Karate                | Kumite –61 kg F                    |
| Tymur Brykov | Kickboxing            | Full contact –75 kg M              |
| Yehor Skurijin | Muay thai             | –81 kg M                           |
| Maryna Alexiva Vladyslava Alexiva | Natación sincronizada | Dúo libre F                        |
| Maryna Alexiva Vladyslava Alexiva Marta Fiedina Veronika Hryshko Daria Moshynska Anhelina Ovchynnikova Anastasiya Shmonina Valeriya Tyshchenko Olesia Derevianchenko Sofiya Matsiyevska | Natación sincronizada | Rutina acrobática                  |
| Dmytro Danylenko Oleh Kujaryk Ivan Semykin Ihor Trunov | Piragüismo            | K4 500 m M                         |
| Liudmyla Luzan | Piragüismo            | C1 200 m F                         |
| Xeniya Bailo Sofiya Esman | Saltos                | Plataforma 10 m sincro F           |
| Ivan Kozhokar Anastasiya Pavlova | Tiro con arco         | Recurvo por equipo mixto           |
| Bronce |                       |                                    |
| Vladyslav Shepeliev | Atletismo             | Triple salto M                     |
| Artur Felfner | Atletismo             | Jabalina M                         |
| Volodymyr Stankevych | Esgrima               | Espada individual M                |
| Artem Melnyk | Kickboxing            | Full contact –86 kg M              |
| Vladyslav Mykytas | Muay thai             | –60 kg M                           |
| Anastasiya Myjailenko | Muay thai             | –51 kg F                           |
| Nikita Filipov | Karate                | Kumite –60 kg M                    |
| Olena Kostevych | Tiro                  | Pistola 10 m F                     |